# Aszrafijjat al-Wadi
Aszrafijjat al-Wadi (arab. أشرفية الوادي) – miejscowość w Syrii, w muhafazie Damaszek. W 2004 roku liczyła 2101 mieszkańców.